# Kronenwetter
Kronenwetter – wieś w Stanach Zjednoczonych, w stanie Wisconsin, w hrabstwie Marathon.